# 水本村
水本村（みずもとむら）は、大阪府北河内郡にあった村。現在の寝屋川市東部にあたる。

## 地理
- 河川：寝屋川、打上川

## 歴史
- 1889年（明治22年）4月1日 - 町村制の施行により、交野郡打上村・寝屋村・燈油村の区域をもって発足。
- 1896年（明治29年）4月1日 - 所属郡が北河内郡に変更。
- 1961年（昭和36年）6月28日 - 寝屋川市に編入。同日水本村廃止。

## 交通

### 鉄道路線
村域を日本国有鉄道の片町線が通過したが、駅は所在しなかった。現在は旧村域に寝屋川公園駅が所在するが、当時は未開業。

### 道路
- 東高野街道

現在は旧村域に第二京阪道路の寝屋川北インターチェンジが所在するが、当時は未開通。